# 人生に詰んだ元アイドルは、赤の他人のおっさんと住む選択をした
『人生に詰んだ元アイドルは、赤の他人のおっさんと住む選択をした』（じんせいにつんだもとアイドルは、あかのたにんのおっさんとすむせんたくをした）は、元SDN48メンバーの大木亜希子による私小説。2019年11月30日に祥伝社より刊行され、2022年6月10日に文庫化された。
映画化され、2023年秋に公開された（後述）。

## あらすじ
仕事に向かおうと駅に着いたのだが、足が全く動かなくなった。身体が仕事に行くのを拒否したのである。
芸能界で挫折した亜希子は一般企業で働きながら、本当の幸せを掴もうと夜は恋活に励む日々。貯金が底を見せ始めた最中、姉から勧められたのが都内の一軒家でひとり暮らしをしている56歳のサラリーマンであるササポンとの共同生活。
しかしこの共同生活は当初よりササポンが定年退職するまでという条件がついていた。

## 書誌情報

### 小説
- 大木亜希子『人生に詰んだ元アイドルは、赤の他人のおっさんと住む選択をした』
  - 単行本：2019年11月30日発売、祥伝社、ISBN 978-4-396-61710-3
  - 文庫本：2022年06月10日発売、祥伝社文庫、ISBN 978-4-396-34813-7

### 漫画
- 飯田ヨネ（漫画）・大木亜希子（原作）『つんドル!〜人生に詰んだ元アイドルの事情〜』、祥伝社、全3巻
  1. 2021年7月8日発売[3]、ISBN 978-4-396-79191-9
  2. 2022年1月8日発売[4]、ISBN 978-4-396-79206-0
  3. 2022年6月8日発売[5]、ISBN 978-4-396-79217-6

## 映画
穐山茉由監督により2023年11月3日に公開。主演は深川麻衣。

### キャスト
- 安希子 - 深川麻衣
- ササポン - 井浦新[6][7]

その他 - 松浦りょう、柳ゆり菜、猪塚健太、三宅亮輔、森高愛、河井青葉、柳憂怜

### スタッフ
- 原作：大木亜希子『人生に詰んだ元アイドルは、赤の他人のおっさんと住む選択をした』（祥伝社文庫刊）
- 監督：穐山茉由
- 脚本：坪田文
- 音楽：Babi
- 製作幹事：KDDI
- 制作プロダクション：ダブ
- 配給：日活、KDDI
- 製作：「人生に詰んだ元アイドルは、赤の他人のおっさんと住む選択をした」製作委員会